# Uncarina ankaranensis
Uncarina ankaranensis är en sesamväxtart som beskrevs av Ihlenf.. Uncarina ankaranensis ingår i släktet Uncarina och familjen sesamväxter. Inga underarter finns listade i Catalogue of Life.

## Bildgalleri

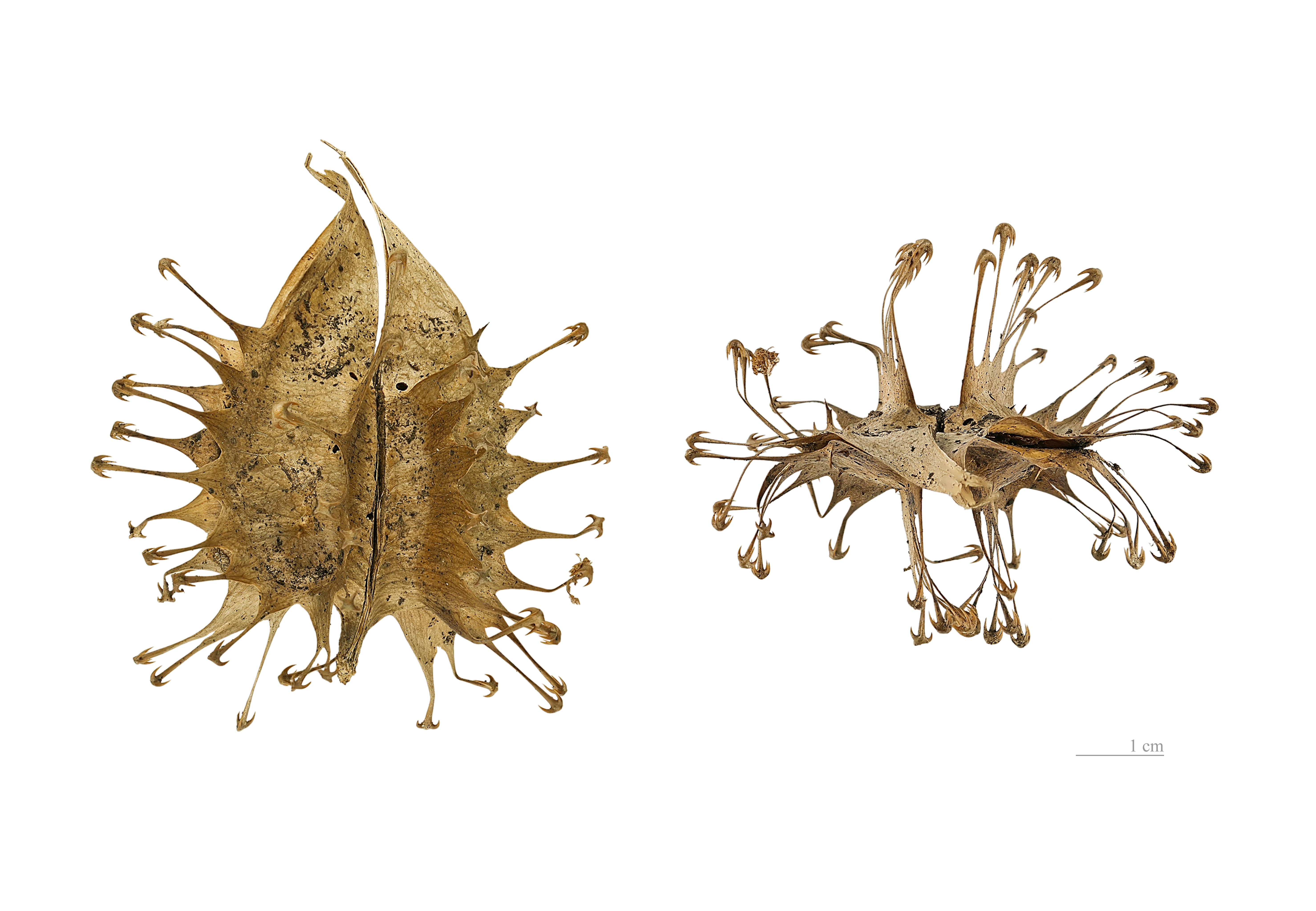